# Dolichomitus speciosus
Dolichomitus speciosus là một loài tò vò trong họ Ichneumonidae.